# アグスティン・デ・イトゥルビデ・イ・グリーン

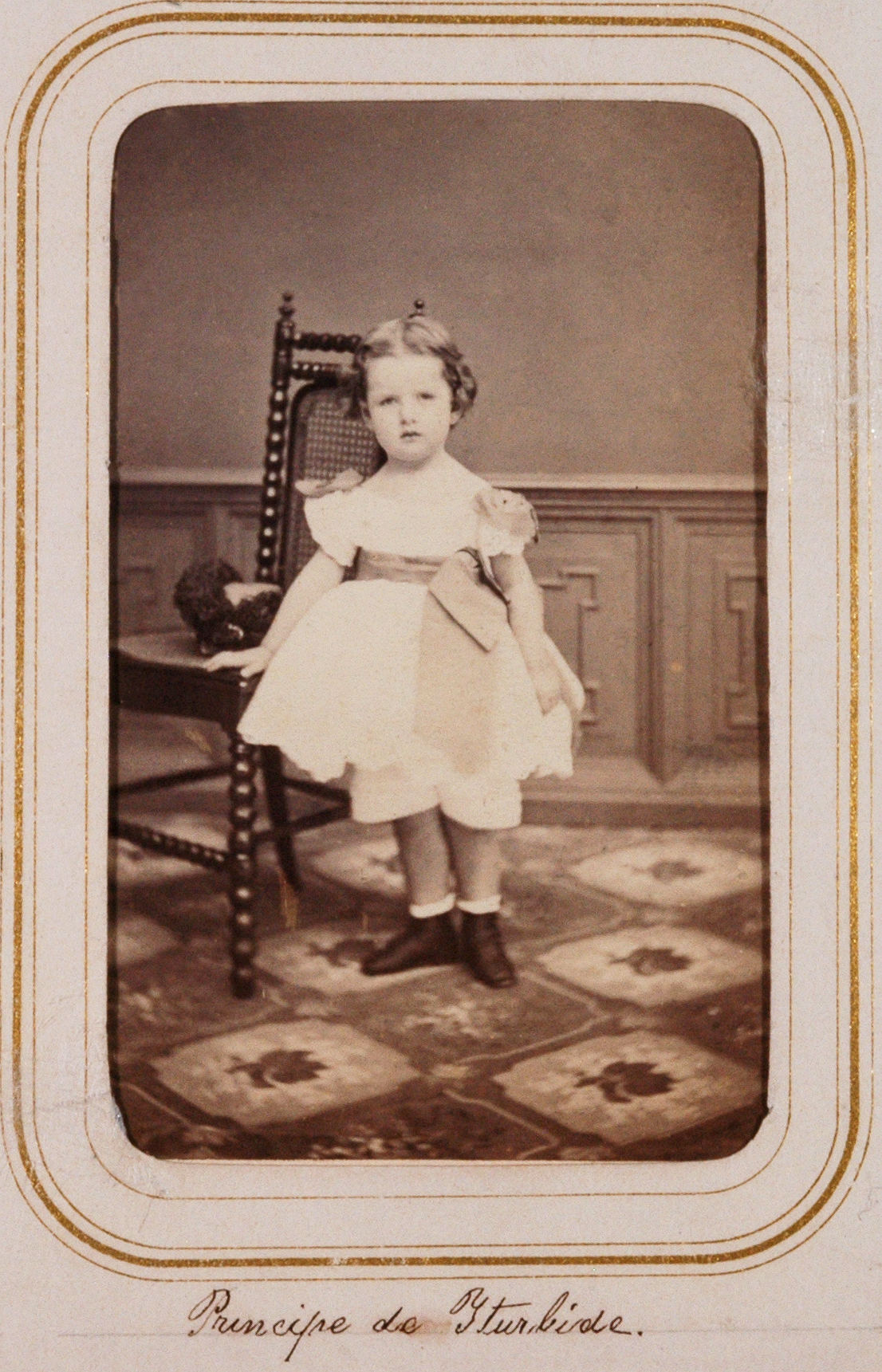
「イトゥルビデ公」として紹介された幼いアグスティン（メキシコ宮廷時代の1866年撮影）。

アグスティン・デ・イトゥルビデ・イ・グリーン（Agustín de Iturbide y Green, 1863年4月2日 - 1925年3月3日）は、短命に終わったメキシコ第一帝政の皇帝アグスティン・デ・イトゥルビデの孫。従兄のサルバドール・デ・イトゥルビデ・イ・マルサンとともに、メキシコ第二帝政の皇帝マクシミリアンの宮廷に引き取られ、皇帝の後継者に擬せられた。

## 生涯
元メキシコ皇帝アグスティン1世の次男で、在米メキシコ領事館の書記官だったアンヘル・デ・イトゥルビデ・イ・ウアルテと、米国メリーランド州の名家出身の妻アリス・グリーン・フォレスト（1836年 - 1892年）の間の一人息子として生まれた。メキシコ帝位を受諾したオーストリア皇弟マクシミリアンは1864年にメキシコ入りすると、多くが国外で生活していたイトゥルビデ家の一族をメキシコ宮廷に呼び戻した。マクシミリアン帝は妻カルロータ皇后との間に子が望めないと悟ると、アグスティン1世の長嫡孫であるアグスティンを養子に迎えたいと彼の両親に申し出た。父はこの申し出に狂喜したが、母は幼い我が子を手放すのをためらった。
アグスティンと従兄のサルバドールは、1865年9月16日の皇帝の布告により、終身爵位（vitalicio）のイトゥルビデ公（Príncipe de Iturbide）の爵位及び殿下の敬称を授けられ、宮廷の序列において皇帝家に次ぐ席次に位置付けられた。皇帝夫妻はアグスティンを皇帝の後継者として扱ったが、マクシミリアン帝には君主の血筋でないイトゥルビデ家の者に帝位を譲るつもりは毛頭なかった。イトゥルビデ家の子息を引き取ったマクシミリアンの真意は、3人いる息子のいずれかをメキシコ帝位継承者として送り込むよう打診したが、色よい返事を一向にして来ない弟カール・ルートヴィヒ大公に対してはったりをかけることだったからである。皇帝自身の言葉を借りれば、「カールが息子の誰かを自分に譲らないなら、自分のもつ全てはイトゥルビデ家の子に渡ることになる」状況を作って、弟の気を引くことが目的であった。
1867年メキシコ第二帝政が瓦解すると、両親はアグスティンを連れて英国に脱出、まもなく米国に戻りワシントンD.C.に落ち着いた。同市で育ったアグスティンはカトリック系のジョージタウン大学を卒業後、メキシコ軍に陸軍士官として入隊した。しかし1890年、ポルフィリオ・ディアス大統領に批判的な記事を雑誌に寄稿したため、扇動罪で逮捕されて14か月の禁固刑を受けた。刑期を終えると国外追放処分を受け米国に戻るが、極度の神経衰弱を発症し、常に命を狙われているという妄想に苦しんだ。回復後は母校ジョージタウン大学でスペイン語・フランス語の教師として教鞭をとり、また翻訳家としても活動した。
1894年英国人牧師の娘ルーシー・エリナー・ジャクソン（1862年 - 1940年）と最初の結婚をしたが、後に離婚した。1915年ワシントンD.C.の軍人家庭出身のメアリー・ルイーズ・キアニー（1872年 - 1967年）と再婚した。いずれの妻との間にも子は無かった。1925年、神経衰弱に由来する体調不良のために亡くなり、一族の眠るフィラデルフィアの洗礼者聖ヨハネ・カトリック教会堂に埋葬された。イトゥルビデ家の家督は従兄サルバドールの娘トゥンクル男爵夫人に譲られた。

## フィクション
- ウィリアム・ディターレ監督の映画『革命児ファレス（英語版）』（1939年）では、子役時代のミッキー・カーン（英語版）がアグスティンを演じた。

## 引用・脚注
1. ↑  菊池良生『皇帝銃殺　ハプスブルクの悲劇メキシコ皇帝マクシミリアン一世伝』河出書房新社、2014年、P265。
2. ↑    (スペイン語) Decreto Imperial del 16 de Septiembre de 1865, ウィキソースより閲覧。
3. 1 2  José Manuel Villalpando, Alejandro Rosas (2011), Presidentes de México, Grupo Planeta Spain, pp. are not numbered, ISBN 9786070707582
4. ↑  "Prince Augustin Yturbide: Most of His Life Spent in Washington", The New York Times, 4 May 1890
5. ↑  “Casa Imperial - Don Agustin de Iturbide”. 2010年1月14日時点のオリジナルよりアーカイブ。2010年2月21日閲覧。
6. ↑  "Prince Iturbide to Wed", The New York Times, 5 July 1915
7. ↑  "Prince Iturbide Marries", The New York Times, 6 July 1915
8. ↑  “Casaimperial.org: Agustín de Iturbide y Green”. 2010年1月14日時点のオリジナルよりアーカイブ。2009年12月22日閲覧。